# Виктор Љубић
непознато
Виктор Љубић (хрв. Viktor Ljubić; Задар, Аустроугарска 18. април 1902 — 1984) је бивши италијански веслач хрватског порекла, учесник Олимпијских игара 1924. одржаних у Паризу и освајач бронзане медаље у дисциплини трке осмераца.
Виктор Љубић се родио 1889. године у Задру који је у то време био у саставу Аустроугарске. После Првог светског рата, Задар прелази у руке Италије, тако да Виктор Љубић постаје грађанин Италије и добија италијанско име:Виторио Љубич (итал. Vittorio Gliubich).
На Олимпијским играма 1924. у Паризу учествовао је као представник Италије и освојио је бронзану медаљу. Поред њега посаду осмерца сачињавала су петорица Хрвата: три рођена брата Шимун, Фране и Анте Каталинић, Петар Иванов и Бруно Сорић као и три Италијана: Карло Тоњати, Латино Галаци и Ђузепе Кривели.